# Tutto in vendita
Tutto in vendita (Wszystko na sprzedaż) è un film del 1968 diretto da Andrzej Wajda.